# Naklo, Naklo
Naklo este o localitate din comuna Naklo, Slovenia, cu o populație de 5.232 de locuitori.